# Mesnil-en-Arrouaise
Mesnil-en-Arrouaise là một xã ở tỉnh Somme, vùng Hauts-de-France, Pháp.

## Địa lý
Thị trấn này tọa lạc trên đường D172, khoảng 19 dặm Anh về phía tây nam của Cambrai, trong một vùng cổ Arrouaise..

## Dân số
| 1962                                                           | 1968 | 1975 | 1982 | 1990 | 1999 |
| -------------------------------------------------------------- | ---- | ---- | ---- | ---- | ---- |
| 157                                                            | 172  | 147  | 127  | 118  | 124  |
| Số liệu điều tra dân số từ năm 1962, dân số không tính hai lần |      |      |      |      |      |